# Carlo Smuraglia
Carlo Smuraglia (Ancona, 12 agosto 1923 – Milano, 30 maggio 2022) è stato un politico, avvocato e partigiano italiano.

## Biografia
Nato il 12 agosto 1923 ad Ancona, studente universitario in giurisprudenza a Pisa, nel contesto degli eventi che si aprono l'8 settembre 1943 interrompe gli studi. Dopo avere rifiutato le chiamate di leva dei fascisti della neonata Repubblica Sociale Italiana, con l'arrivo delle forze alleate nella sua Regione, le Marche, decide di unirsi alla Resistenza arruolandosi nel 1944 come volontario nel Gruppo di Combattimento "Cremona" del nuovo Esercito Italiano, alle dipendenze operative dell'8ª Armata britannica, con cui proseguì la guerra sul fronte adriatico fino a Venezia, sino alla resa finale delle forze nazifasciste in Italia.
Laureatosi nel 1946 presso il Collegio Medico Giuridico, attuale Scuola superiore di studi universitari e di perfezionamento Sant'Anna e l'Università di Pisa. Alla carriera accademica (è stato docente alle Università di Milano e di Pavia) ha affiancato la professione di avvocato.
Difende, negli anni '50, assieme a Lelio Basso, alcuni partigiani accusati di vari omicidi, riuscendo a farli assolvere; difende gli studenti del caso La zanzara del 1966; si costituisce parte civile per i fatti di Reggio Emilia del 1960, per la morte di Giuseppe Pinelli del dicembre 1969, per il disastro di Seveso del 1976, per il sequestro di persona e l'omicidio di Cristina Mazzotti, rapita dalla 'ndrangheta nel 1975.
Il 16 aprile 2011 è stato eletto presidente dell'Associazione Nazionale Partigiani d'Italia (ANPI), venendo riconfermato alla carica nel 2016, terminando il proprio mandato dimettendosi il 3 novembre 2017. Durante questo periodo s'impegna nella campagna referendaria per il referendum costituzionale, facendosi portavoce della posizione dell’ANPI contraria alla riforma del governo Renzi.
Muore il 30 maggio 2022 a Milano, all'età di 98 anni.

## Attività politica
È stato assessore alla giustizia della provincia di Pisa dal 1947 al 1960.
Consigliere regionale in Lombardia eletto nelle file del Partito Comunista Italiano dal 1970 al 1985, durante la prima legislatura regionale ha ricoperto il ruolo di vicepresidente del consiglio regionale e nella successiva quello di presidente dal 1978 al 1980, dopo essere stato vicepresidente dello stesso dal 1975 al 1978.
Eletto dal Parlamento componente del Consiglio superiore della magistratura (CSM) per la consiliatura dal febbraio 1986 al luglio 1990.
Successivamente ha fatto parte dei Democratici di Sinistra ed è stato eletto senatore per tre volte dal 1992 al 2001; dal 1994 ha guidato per sette anni la commissione lavoro di Palazzo Madama.

## Opere
Smuraglia è autore di numerose pubblicazioni giuridiche in materia di diritto del lavoro e di sicurezza del lavoro. In particolare:
- Il comportamento concludente nel rapporto di lavoro (1963)
- Indisponibilità e inderogabilità dei diritti del lavoratore (1970)
- La persona del prestatore nel rapporto di lavoro (1967)
- Riflessioni sulle indennità di anzianità (1977)
- La sicurezza del lavoro e la sua tutela penale (1974)
- Il diritto penale del lavoro (1980).